# Pink Panther (videogioco)
Pink Panther è un videogioco pubblicato nel 1988 per diversi home computer, il primo in cui si controlla il personaggio della Pantera Rosa. Ricevette generalmente recensioni da medie a molto negative.

## Modalità di gioco
In questo gioco la Pantera Rosa è un aspirante ladro e si fa assumere come maggiordomo al solo scopo di derubare i ricchi proprietari durante la notte. L'obiettivo è derubare quattro abitazioni, di ricchezza variabile, ma non tutte subito accessibili; per essere assunto deve procurarsi determinati oggetti che gli diano un aspetto più rispettabile, ad esempio per lavorare nella casa meno altolocata è necessario un cappello a cilindro.
All'inizio del gioco si può scegliere se andare all'ufficio di collocamento per farsi assumere e cominciare quindi l'azione notturna, oppure all'emporio per acquistare oggetti (inizialmente si ha denaro a sufficienza solo per il cappello a cilindro, poi grazie ai furti si accumula denaro).
Le abitazioni sono ambienti su più piani collegati da scale, con visuale isometrica e scorrimento multidirezionale, in cui i personaggi possono muoversi anche un po' in profondità. Per la casa si aggira il proprietario che soffre di sonnambulismo e se si imbatte in un ostacolo si sveglia e smaschera la Pantera Rosa, che perde così una vita; inoltre può comparire l'Ispettore Clouseau che gli dà la caccia. La Pantera Rosa deve raccogliere gli oggetti di valore e può utilizzare altri oggetti in suo possesso, ad esempio suonando un campanello fa in modo che il sonnambulo cambi direzione, o piazzando una tavola può fargli scavalcare un ostacolo. Tra gli altri trucchi che può avere a disposizione ci sono finte pantere rosa gonfiabili o i "buchi portatili" che piazzati a terra diventano buchi veri (un'assurdità tipica del cartone animato).